# Zidar Betonsky
Zidar Betonsky (ZBT), splitski eksperimentalno-progresivno-elektronski sastav. Za povijest hrvatske glazbe važni su zbog eksperimentalnog pristupa i kazališnih djelovanja. U skladbama su koristili klasična glazbala, ali i narodna glazbala dalekih kultura poput didgeridooa.
Zidar Betonsky je splitski underground electro/industrial sastav koji je devedesetih godina imao kultni status.

## Povijest sastava
Osnovani su u Splitu, Hrvatska. Djeluju od 1995. godine. Članovi su bili Eduard Raos, Hrvoje Cokarić, Hrvoje Pelicarić ( Sonvoyce On Source, Tapun, Touch Friction ), Tonči Bakotin Ruzina (Ruzina Frankulin), Zdeslav Kukoč.
Prostoriju za probe imali su u splitskom Domu omladine. Surađujući s koncepcijski i interesno bliskim udrugama, od polovice srpnja 1995. jednim je od ravnopravnih članova Kulturno-umjetničke udruge Uzgon kao glazbena sekcija, koja uz Zidar Betonsky okuplja još scensku sekciju Fractal Falus Teatar, sekciju Resign angažiranu na području kompjutorskog designa i Behemot, sekciju za područje scenografije i lutkarstva koju je afirmirao već prvi njezin rad na lutkarskoj predstavi Djevojčica sa žigicama u produkciji Osiječkog lutkarskog kazališta. Kulturno umjetnička udruga Uzgon je osnovana 1998. radi razvijanja i promidžbe suvremene umjetnosti, uz naglasak na izvedbene, audio-vizualne i interdisciplinarne umjetničke djelatnost te produkciju nekomercijalnih stvaralačko-istraživačkih umjetničkih djela. Uzgon je osmišljen kao administrativna platforma za sekcije Fraktal Falus Teatar (kazališna grupa), Zidar Betonsky (glazba), Behemot (scenografija i lutkarstvo) i Resign (DTP, dizajn) i do danas je aktivan ostao samo Fraktal Falus Teatar, u početcima 1994. organiziran kao brigada za čišćenje Doma omladine a njeni su članovi prvi provodili program u tada napuštenom objektu i zagovarali završenje Doma mladih.
Atmosfera ZBT-ovih pjesama je pomalo mračna, trans i psihodelična. Objavili su tri dugosvirajuća albuma koji su danas dostupni za skidanje s interneta. "Zidari" su producirali progresivnu elektronsku glazbu. Skladbe su upotpunjivali nizom klasičnih glazbala. Koncertirali su najviše po Splitu te po Splitsko-dalmatinskoj županiji. Gostovali su i u Sloveniji zahvaljujući suradnji s Društvom prijatelja zmernega napretka iz Kopra. 1995. su objavili svoj prvi demoalbum. Izveli su zatim medijski zapažen eco-performance Ribar. Premijera je bila u suradnji s Fractal Falus Teatrom (FFT) 7. lipnja 1996. u Splitu, u okviru obilježavanja Dana planeta Zemlje. Matična je županija dala potporu i Zidar Betonsky objavio je svoj prvi CD pod nazivom ZBT. Zapažen nastup imali su na na promociji knjige Usnuli čuvari grada Zagreba Željka Zorice Šiša. Tom su prigodom izvodi autorsku glazbu za performance Sunčevo mladunče. Dotična je promocija proglašena najuspješnijom promocijom knjige u 1996. godini. (HRT, Vijenac…). 1997. Zidar Betonsky je scenski i glazbeno osmislio i izveo proces egzekucije Krnje za Splitski krnjeval. Na proljeće 1997. su sudjelovali skupa s inim mladim entuzijastima filma, stripa, glazbe, mode, videa u Ljubljani na festivalu mladih nezavisnih stvaralaca Break 21, a 1997. objavili su drugi demoalbum. Pozvao ih je Festival elektronskih medija u Skopje, gdje su izveli svoje nove uradke. 1998. godine također su glazbeno osmislili i realizirali Splitski krnjeval. Na osnovi suradnje sa sličnim neprofitnim francuskim udrugama uslijedila je jednomjesečna turneja po Francuskoj. Često su surađivali s FFT-om. Posljedica je bila izrada glazbe za koprodukcijski projekt Olovni vojnici SMG-a iz Ljubljane i HNK iz Splita. Premijerna izvedba glazbe bila je 1998. godine na Eurokazu. U produkciji albuma radio je Mladen Duplančić.
2001. godine Zidar Betonsky bio je na Splitskom ljetu. I te su godine na Ljetu uključili splitske alternativce u kazališne i ostale predstave, pa je Zidar Betonsky radio glazbu i šumove za Edipa. Utjecajni hrvatski glazbenik splitske pozornice Dragan Lukić Luky izjavio je "Nikada neću prežaliti što splitske grupe Zidar Betonsky i Đubrivo koje su stvarno bile vrhunske – nisu uspjele doživjeti veći plasman na našoj sceni. Duša me boli radi toga…
". 2000. godine audio fanzin Kazin (Mario Kovač i Igor Mihovilović) objavio je kompilaciju na kazeti, pod etiketom Carpe Diem! Records  na kojoj se nalazi jedna skladba Zidara Betonskog. Najdugovječniji splitski eksperimentalni noise glazbeni projekt The Karmakumulator  koji je osnovao i do danas ga realizira (često uz pomoć suradnika) Igor Mihovilović – nezavisni muzički promotor, izdavač (label i arhiva Guranje s litice) i arhivar nezavisne scene, djeluje od kraja 2000. i početka 2001. godine i rad mu se izravno nastavlja na ZBT-ove kazališne audio eksperimente kao i istraživanja u polju zvuka. Zadnja snimljena skladba im je Lunar pored izvorne snimljena je i nešto kraća inačica za kompilacijsko izdanje Aquarius Recordsa 2001. godine. Pull. ZBT-ov prvi i jedini CD ne računajući demoizdanja je Crni album (ZBT) i jedini im je album. Objavljen je u dvjesta primjeraka i pokazuje svu maestralnost splitske scene devedesetih. Emitiran je u emisiji Nevjerojatne vatre splitske radijske postaje KLFM.
Član sastava Hrvoje Cokarić danas je kazališni redatelj. Ruzina Frankulin (Tonči Bakotin, studio Sensoria) danas je predavač glazbene tehnologije i pripremio je glazbu za prvi javni nastup splitskog interdisciplinarnog studija za plesna istraživanja –  Studio za igru, pokret i ples Gradskog kazališta mladih Split sredinom ožujka 2015. godine. Kao tonski majstor i zvukovni umjetnik Hrvoje Pelicarić udružen s kustosicom i producenticom Natasahom Kadin pokrenuli su projektsound art festival, festival eksperimentalne i impro glazbe i zvukovne umjetnosti Festival Ispod bine, koji se u produkciji udruge Mavena i u suradnji s Multimedijalnim kulturnim centrum Split odvija u Domu omladine u Splitu od 2016. godine. Zdeslav Kukoč danas je izrađivač lutaka, scene i rekvizita u Gradskome kazalištu lutaka Split. "Glazbeni blizanci" Eduard Raos i Vinko Pelicarić, oboje iz ZBT-a, započeli su svoju glazbenu priču SymbolOne 2007. godine. Sastav je retro disco.  Zajednički projekt logičan je niz njihova zajedničkog sviranja u Zidaru Betonskome i rada u studiju Rootylicious koji je tada imao bazu u Splitu. Raos je danas u Dublinu, a Pelicarić u Zagrebu.

## Diskografija

### Albumi
- Demo 95, 1995.
- Demo 97, 1997.
- Crni album (ZBT), 1997.
- ZBT/FFT Archive – 4xCD box, 2020. – (glazba za predstave Šah-Mat (1998.), Olovni vojnici (1998.), Judita (2010.), Proces Protokol (2011.), Victimize (2013.)

## Članovi sastava
- Hrvoje Pelicarić – bas
- Hrvoje Cokarić – didgeridoo, trombon
- Zdeslav Kukoč – gitara
- Tonči Bakotin (Ruzina Frankulin) – gitara
- Eduard Raos  –  vokal

## Nagrade i priznanja
- 1996.: najuspješnija promocija knjige, izvedba glazbe za performance Sunčevo mladunče na promociji knjige Željke Zorice Šiša Usnuli čuvari grada Zagreba

## Vanjske poveznice
- Zidar Betonsky na Bandcampu

- Zidar Betonsky na MySpaceu
- Zidar Betonsky na YouTubeu
- Nezaboravne vatre, KLFM
- Samo Ja (Live Ilirska Bistrica, February 1996), kanal Guranjeslitice na YouTubeu. Snimljeno veljače 1996. u MKNŽ, Ilirska Bistrica. Objavljeno 28. rujna 2012. na YouTubeu.